# Roland Annen
Roland Annen (22. rujna 1916.) je bivši švicarski hokejaš na travi.
Na hokejaškom turniru na Olimpijskim igrama 1936. u Berlinu je igrao za Švicarsku. Odigrao je sva tri susreta kao napadač. Švicarska je dijelila 5. – 11. mjesto. 

## Vanjske poveznice
- Profil na Sports Reference.com  Arhivirana inačica izvorne stranice od 1. prosinca 2009. (Wayback Machine)